# Força de Desdobramento Preventivo das Nações Unidas
A Força de Desdobramento Preventivo das Nações Unidas  (do  inglês United Nations Mission Preventive Deployment Force, abreviado por UNPREDEP)  foi uma missão de paz das Nações Unidas destinada a vigiar a faixa de fronteira da ex-República iugoslava da Macedônia, para reportar qualquer acontecimento que pudesse ameaçar seu território. Paralelamente, prestaram assistência humanitária à população local. O Brasil participou enviando observadores militares para a região entre 1995 e 1999.